# Anesztézia
Az anesztézia (a görög αν-, an-, „nélkül”; és αἴσθησις, aisthēsis, „érzés”, magyarul érzéstelenítés, érzéketlenség) olyan állapot, amelyben az érzékelés részben vagy teljesen blokkolva van, a külvilág felől érkező ingereket az idegrendszer nem dolgozza fel. Az anesztézia leggyakrabban valamilyen gyógyszer által kiváltott, megfordítható emlékezet- vagy eszméletvesztés, a teljes testfelületen vagy annak egy részén bekövetkező érzéketlenség, az izomreflexek elvesztése vagy ezen hatások összessége. Az anesztézia lehetővé teszi, hogy a betegeken műtétet vagy valamilyen más beavatkozást hajtsanak végre anélkül, hogy a beteget fájdalomnak vagy stressznek tennék ki. A már korábban létező anesthesia angol szót 1846-ban id. Oliver Wendell Holmes amerikai orvos javasolta az érzéstelenítés során bekövetkező állapot, illetve magának a folyamatnak a megnevezésére.
Az anesztézia lehet lokális, regionális vagy általános (a teljes testre kiterjedő). A lokális anesztézia az érzékelést a test egy meghatározott részén blokkolja, pl. a fogak körül vagy a bőrfelület egy részén. A regionális anesztézia már egy egész testrészt érinthet, elsősorban a testrész és a gerincvelő közötti kapcsolat blokkolásával. Az általános anesztézia során az érzékelést az agyban blokkolják, és ezáltal az egész testre kiterjed.
Az anesztéziát végrehajtó szakorvos az aneszteziológus.

## Formái

### Érzéketlenség
Az érzéktelenség olyan állapot, amikor egy adott típusú inger valamilyen okból nem kerül a központi idegrendszerben feldolgozásra. Okozhatja gyógyszerhatás, amely az érzéstelenítés valamely formájának eszköze (lásd alább), vagy kóros folyamat. Az anesztézia lehet teljes, amikor semmilyen modalitású inger sem észlelhető, vagy részleges, amikor csak egy bizonyos típusú (pl. hő, nyomás, tapintás, íz stb.) inger érzékelése zavart. Lehet központi eredetű, amikor a kórfolyamat a központi idegrendszer bizonyos részét károsítja, vagy perifériás - utóbbi esetben az érzőidegek vagy az érzékelő idegvégződések működése károsodott. Az anesztézia érdekes, vegyes megjelenési formája a Brown-Séquard-szindróma, amelyet a gerincvelő részleges, féloldali sérülése idéz elő: ez esetben a károsodással azonos oldalon a tapintás és a helyzetérzékelés, míg az ellenkező oldalon a hő- és a fájdalomérzet esik ki.
Az egyes érzékszerveket érintő anesztéziákra külön elnevezések használatosak: a látótérkiesést anopsziának, a szaglás zavarát anozmiának, az ízérzékelés zavarát ageusiának nevezzük.

### Érzéstelenítés
Az érzéstelenítés olyan eljárások gyűjtőneve, amelyek célja kikapcsolni a külvilágból érkező ingerek feldolgozását a központi idegrendszerben.
Az érzéstelenítést leggyakrabban a fájdalomérzet megszüntetése céljából alkalmazzák, különböző vizsgálatok vagy gyógyászati beavatkozások (főként műtétek) elvégzése kapcsán. Az érzéstelenítés technikái két alapvető csoportra oszthatók.

#### Általános érzéstelenítés (altatás, narkózis)
Ebbe a csoportba olyan módszerek tartoznak, amelyek valamilyen szinten elnyomják a tudatot. A különböző ingerek eljutnak a központi idegrendszerbe, de az agykéregben történő tudatosulásuk gátolt, így az érzéstelenítés alanya ezeket nem éli meg. Az általános érzéstelenítést különböző hatásmódú gyógyszerek (leggyakrabban többféle gyógyszer egyidejű) beadásával érik el.
Az általános érzéstelenítés módjai:
- inhalációs anesztézia: a tudat kikapcsolását illékony, belélegezhető altatószerek adásával érik el. Az altatószereket vivőgázba (oxigén, oxigén-levegő vagy oxigén-dinitrogén-oxid elegye) keverik, és altatógép segítségével juttatják a betegbe. Az anesztézia mélysége a bevitt altatószer mennyiségével viszonylag könnyen szabályozható. A tisztán inhalációs szerekkel végzett érzéstelenítésnél a bevezetés (az adagolás elkezdésétől az öntudat elvesztéséig tartó szakasz) viszonylag sokáig tart és igényli a beteg együttműködését. A leggyakrabban használt inhalációs szerek halogénezett alkánok vagy éterek: izoflurán, szevoflurán, dezflurán, de ide sorolják a vivőgáz-elegyekben alkalmazott dinitrogén-oxidot is. Ma már egyre inkább kiszorul a gyakorlatból a halotán. Költséges volta miatt nagyon ritkán alkalmazzák a xenont. Veszélyességük miatt egyáltalán nem használatos a dietil-éter, a vinil-éter, a kloroform és a ciklopropán.
- intravénás anesztézia (totális intravénás anesztézia, TIVA): gyűjtőérbe adagolt gyógyszerek segítségével idézik elő a tudat kikapcsolását. Az ilyen gyógyszerek többsége a fájdalomingert nem nyomja el, ezért fájdalomcsillapítókkal is kiegészítik az adagok csökkentése érdekében. Az egyszer beadott gyógyszeradag hatása meghatározott ideig tart, amely nagyrészt a szer szervezeten belüli eloszlásának, lebomlásának és kiválasztásának függvénye, ezért az intravénás anesztézia nehezebben irányítható. A modern aneszteziológiai gyakorlatban speciális, programozható injekciós pumpák segítségével lehetővé vált az intravénás altatószerek folyamatos adagolása, amivel ez a probléma részben kiküszöbölhető. Az intravénás altatószerek hatása többnyire gyors, a bevezetés rövid, nem igényli a beteg együttműködését. A leggyakrabban alkalmazott szerek: propofol, etomidat, midazolam, ritkábban a tiopental, metohexital, ketamin. Már nem használatos pl. a propanidid, az alfatezin, a flunitrazepam.
- kombinált anesztézia: a jelenlegi aneszteziológiai gyakorlatban a leggyakrabban alkalmazott módszer. Lehetővé teszi a fenti két módszer előnyeinek egyesítését, pl. a bevezetés intravénásan történik, majd az érzéstelenítés inhalációs szerekkel folytatódik.

Az általános érzéstelenítés végén az alkalmazott szerek némelyikének hatása felfüggeszthető megfelelő ellenanyagokkal (antidotumokkal).

#### Regionális érzéstelenítés
Ebbe a csoportba olyan módszerek tartoznak, amelyek valamilyen szinten meggátolják az ingerület eljutását a központi idegrendszerbe, így az agykéregben történő tudatosulásuk gátolt. Az alkalmazott anyagokat helyi érzéstelenítőknek nevezzük. Leggyakrabban használatosak a lidokain, trimekain, bupivakain, mepivakain, ropivakain, ritkábban a prokain, prilokain, artikain. Ma már nem használatosak a tetrakain, cinchokain, illetve a kokain (amelyet elsőként alkalmaztak ebben a szerepkörben).
A helyi érzéstelenítők beadási módszerétől függően beszélünk helyi érzéstelenítésről (infiltrációs, lokális anesztézia) vagy vezetéses érzéstelenítésről - ide tartozik a szelektív idegblokk, idegfonat érzéstelenítés (plexus blokád), az epidurális és a szubarachnoidális (spinális) anesztézia.